# Канасин
Канаси́н (исп. Kanasín) — город в Мексике, штат Юкатан, входит в состав одноимённого муниципалитета и является его административным центром. Численность населения, по данным переписи 2010 года, составила 77 240 человек.

## Общие сведения
Название Kanasín с майянского языка можно перевести как тот, кто сильно тянет.
Поселение было основано в доиспанский период, а первое упоминание относится только к 1700 году, когда поселение стало энкомьендой под управлением Франсиско де Сосы. В XVII веке был построен храм Сан Хосе.

## Фотографии
- Церковь Святого Иосифа
- Парк Ла-Чименеа